# 포들라스키에주

포들라스키에주의 위치

포들라스키에주(폴란드어: Województwo podlaskie)는 폴란드 북동부에 위치한 주로, 주도는 비아위스토크이며 면적은 20,180km2, 인구는 1,197,610명(2006년 기준, 도시 인구: 712,675명, 농촌 인구: 484,935명), 인구 밀도는 59명/km2이다.
3개 도시군과 14개 농촌군, 118개 그미나(지방 자치체)를 관할한다. 서쪽으로는 마조프셰주, 북서쪽으로는 바르미아마주리주, 남쪽으로는 루블린주와 접하며 동쪽으로는 벨라루스, 북동쪽으로는 리투아니아, 북쪽으로는 러시아의 월경지인 칼리닌그라드주와 접한다. 포들라스키에주의 약 30%가 자연 보호 구역으로 지정되어 있는데 특히 유네스코 세계문화유산으로 지정된 폴란드령 비아워비에자 숲이 이 곳에 위치한다. 그 외에 국립공원 4곳, 경관 경원 3곳, 자연 보호 구역 88곳, 보호 경관 지역 15곳이 위치하고 있어서 "폴란드의 녹색 허파"라는 별칭으로 부르기도 한다.

주기
주 문장
주 로고

## 행정 구역

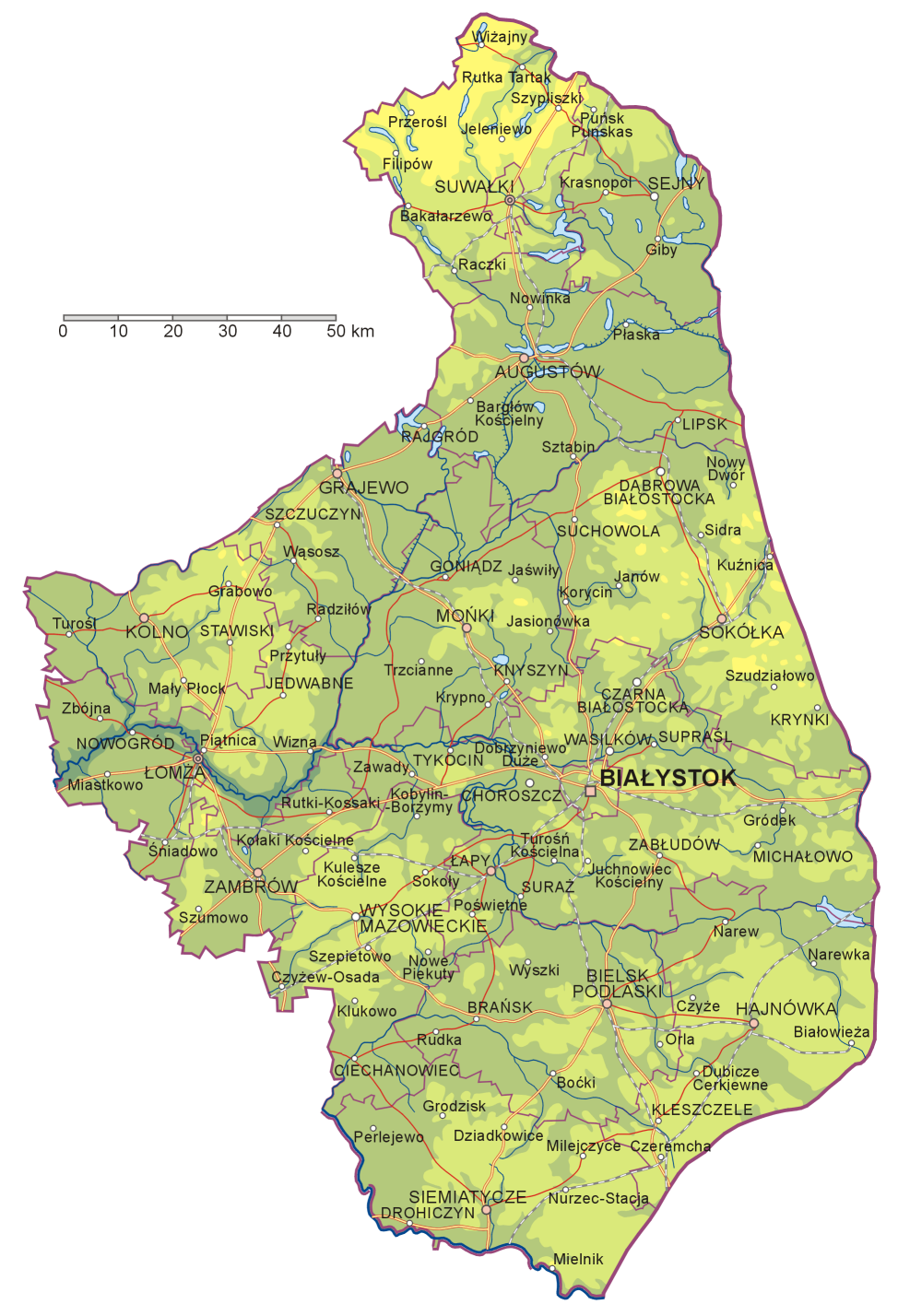
포들라스키에주의 행정 구역

### 도시군
- 비아위스토크 (주도)
- 웜자
- 수바우키

### 농촌군
- 아우구스투프군
- 비아위스토크군
- 비엘스크군
- 그라예보군
- 하이누프카군
- 콜노군
- 웜자군
- 몬키군
- 세이니군
- 시에미아티체군
- 소쿠카군
- 수바우키군
- 비소키에마조비에츠키에군
- 잠브루프군